# リセットマラソン
リセットマラソン（Reset Marathon）とは、主にスマートフォン用アプリケーション（ソーシャルゲーム）において、ソフトのインストールとアンインストールを何度も繰り返すこと、およびそれにより自分が目的とするアイテムを入手する方法のこと。省略して「リセマラ」と呼ぶこともある。
リセットマラソンの名称の由来は、ゲームを初期状態に戻すリセット（Reset）と長時間の耐久を必要とするスポーツのマラソン（Marathon）から。

## 概要
ソーシャルゲームでアイテムを入手する方法の一つである、ランダム型アイテム提供方式（通称「ガチャ」）では、自分が欲しいアイテムを手に入れることはほぼ望めない。ソーシャルゲームではゲーム開始時に、ガチャを無料で引けることがある。このシステムを利用すると、このサービスで目的のキャラクターやアイテムが出現しなかった場合、一度ゲームを削除（アンインストール）し、再インストールしてからやり直せば、このサービスのガチャをもう一度引くことができる。
1980年代中頃のパソコンゲーム、家庭用ゲームでは冒頭の乱数の出目で後の難易度がかなり変わる荒っぽいゲームデザインもよくあったため、セーブデータのあるなしに関わらずリセットで始めからやり直すことも珍しくなく、ソーシャルゲームのリセットマラソンとは根本的な違いがあるというほどではなく、差異としてはアプリの削除、再インストールや会員登録削除などがゲームのタイトル画面に戻ることと直結しない点だけだとボカロPのタイニーPは指摘している。

## 欠点
リセットマラソンは理論上では必ず目的のアイテムを手に入れることができるが、レアリティの高いキャラクターほど出現率は低くなる。更に、ダウンロードに必要なデータ量が数百MB～数GB単位もの大容量になるため、Wi-Fiを導入しないとデータ通信の制限に引っかかる、電池残量を大量に消費するなど欠点がある。

## リタイアマラソン
同様の行為としてリタイアマラソンの略である「リタマラ」がある。それは『モンスターハンター』シリーズでクエストリタイアすることを意味して、「リセマラ」も使われていた。かつては「リタマラ」が優勢で、2012年当時、『パズル&ドラゴンズ』では「リタマラ」が使われていたが、同作のコミュニティで「リセマラ」が広がり、よく使われるようになったと見られる。「リタマラ」は初期画面に戻ることだったが「リセマラ」はデータやアプリの削除と再インストールするという違いがある。